# Веселов, Геннадий Николаевич
Геннадий Николаевич Веселов (10 [23] января 1905, Тирикуль, Пермская губерния — 29 января 1969, Ленинград) — советский живописец и график, художник-иллюстратор. Участник советско-финляндской и Великой Отечественной войн, капитан.

## Биография
Геннадий Веселов родился 10 (23) января 1905 года в деревне Тирикуль Бродокалмакской волости Шадринского уезда Пермской губернии, ныне деревня входит в Бродокалмакское сельское поселение Красноармейского района Челябинской области.
В 1923 году окончил Бродокалмакскую гимназию и в 1923—1924 годах учился в Екатеринбургском художественном техникуме. Проходя летом 1924 года практику в Крыму, в Гурзуфе на даче К. А. Коровина, познакомился с К. С. Петровым-Водкиным, который порекомендовал молодому художнику продолжить обучение в Петрограде. Здесь в 1924—1930 годах Веселов учился во ВХУТЕИНе, где его преподавателями были сам Петров-Водкин и художник А. И. Савинов. По окончании училища, продолжил обучение в аспирантуре Института живописи, архитектуры и скульптуры Академии художеств СССР (1930—1934 годы, Ленинград, у И. И. Бродского). Состоял в Ассоциации художников революции и в Ленинградском отделении Союза художников РСФСР. Был одним из организаторов Ленинградской ассоциации пролетарских художников (ЛАПХ).
В 1927 году вступил в ВКП(б), в 1952 году партия переименована в КПСС.
Участник советско-финляндской и Великой Отечественной войн. С июня 1941 года служил в Ленинграде. С мая 1942 года — на Северном флоте: старшим инструктором политотдела Военно-воздушных сил Северного флота, парторгом управления ВВС Северного флота, дублёром инструктора редакции газеты «Североморский лётчик». Капитан.
После войны часто приезжал в Челябинск, где встречался с известными художниками и писал уральские пейзажи. Также иллюстрировал книги для Гослитиздата, Ленинздата и других советских книжных издательств. 
Среди станковых графических работ Веселова наиболее значимы — «Портрет М. Е. Салтыкова-Щедрина» (1934), «Пушкин» (1963), «Морские летчики» (1964). Основные его живописные произведения — «Митинг уральских красногвардейцев» (1932), «Лицейская годовщина» (1952); пейзажи Крыма, Молдавии, Ладоги и Урала. 
Художник с 1929 года принимал участие в выставках, в том числе организовал ряд персональных. Его произведения находятся в настоящее время в собраниях ряда российских музеев — Государственный Русский музей, Музей Института и литературы АН России, Дом-музей А. С. Пушкина в Михайловском, Государственный музей А. С. Пушкина в Москве, Военно-морской музей в Санкт-Петербурге. 
С 1947 года работал в Ленинградском отделении государственного издательства художественной литературы. Сделал иллюстрации к книгам «Мать» Максима Горького, «Цусима» Алексея Новикова-Прибоя, «Избранные произведения» Ольги Форш. 
Геннадий Николаевич Веселов умер 29 января 1969 года в городе Ленинграде, ныне город Санкт-Петербург. Похоронен на Большеохтинском кладбище, ныне в муниципальном округе Большая Охта Красногвардейского района города Санкт-Петербурга.

## Награды
- Орден Красной Звезды, 19 августа 1944 года[3]
- Медаль «За оборону Советского Заполярья», 29 апреля 1945 года[4]
- Медаль «За победу над Германией в Великой Отечественной войне 1941—1945 гг.», 12 сентября 1946 года[5]